# 홍수정 (1987년)
홍수정(洪修晶, 1987년 11월 2일 ~ )은 2011 미스 대전 충남 선(善) 출신 대한민국 모델이자 쇼호스트이다. 종교는 무교이며 그녀의 주요 거주지는 대전과 서울이다.

## 생애

### 주요 이력
서울에서 출생한 그녀는 2010년 전국 영양고추아가씨 선발대회에서 선(善)에 입상한 후 2011년 미스 대전-충남 선(善)에 입상하였다. 신장은 170cm이고 체중은 51kg이며 가야금 연주와 요가와 필라테스에 취미가 있고 수영에 특기가 있다.

### 수상 경력
- 2011년 미스코리아 대전 충남 선(善)

### 경력
- 2011년 미스코리아 대전-충남 선(善)
- 2011년 이후 케이블 CMB 대전방송, 대전MBC문화방송, KBS대전총국, TJB 대전방송, 케이블 CMB 서울한강방송, 케이블 CMB 서울동서방송 등에서 리포터 활약과 아울러 CF 광고 모델 활약.
- 2020년 한미금융그룹 사내아나운서

### 학력
- 서울미술고등학교 졸업
- 동국대학교 신문방송학과 학사 졸업
- 중앙대학교 대학원 신문방송학과 언론학 석사
- 동국대학교 MBA (비즈니스 데이터 애널리틱스) 졸업

## 출연작

### CF 광고
- 2012년 《대전 제일가구 플라자》
- 2014년 《대전 이비가 짬뽕》
- 2016년 《중고차 대전 카》